# Aston juxta Mondrum
Aston juxta Mondrum – osada i civil parish w Anglii, w hrabstwie ceremonialnym Cheshire, w dystrykcie (unitary authority) Cheshire East. W 2011 roku civil parish liczyła 292 mieszkańców. Aston juxta Mondrum jest wspomniana w Domesday Book (1086) jako Estone.